# Драгаљевац Доњи
Драгаљевац Доњи је насељено мјесто у граду Бијељина, Република Српска, БиХ. Према попису становништва из 1991. у насељу је живјело 463 становника.
Овдје се налази Црква Светог Сисоја у Драгаљевцу.

## Становништво
| Националност       | 1991. | 1981. | 1971. | 1961. |
| Срби               | 453   | 443   | 481   | 484   |
| Југословени        | 2     | 27    |       | 6     |
| Муслимани          |       | 2     | 2     |       |
| Хрвати             | 2     |       |       |       |
| остали и непознато | 6     |       |       |       |
| Укупно             | 463   | 472   | 483   | 490   |

| Демографија | Демографија | Демографија |
| Година      | Становника  | Становника  |
| ----------- | ----------- | ----------- |
| 1948.       | 416         |             |
| 1953.       | 444         |             |
| 1961.       | 490         |             |
| 1971.       | 483         |             |
| 1981.       | 472         |             |
| 1991.       | 463         |             |